# St. Louis Blues (jégkorong)
A St. Louis Blues amerikai jégkorong csapat, ami 1967 óta az Észak-Amerikai Profi Jégkorongliga, azaz a National Hockey League tagja. Jelenleg a nyugati főcsoport központi divíziójában szerepel. Székhelye a Missouri állambéli St. Louis, hazai mérkőzéseit a belvárosban található, 19 150 néző befogadására alkalmas Enterprise Centerben játssza. 2019-ben története során először megnyerte a Stanley-kupát.

## A csapat jelképei, hagyományai és szervezete

### Alsóbb ligás csapatok
- Chicago Wolves (AHL)
- Kalamazoo Wings (ECHL)
- St. Charles Chill (CHL)

## Játékosok

### Csapatkapitányok
- Al Arbour, 1967–1970
- Red Berenson, 1970–1971
- Al Arbour, 1971
- Jim Roberts, 1971–1972
- Barclay Plager, 1972–1976
- Red Berenson, 1976
- Garry Unger, 1976–1977
- Red Berenson, 1977–1978
- Barry Gibbs, 1978–1979
- Brian Sutter, 1979–1988
- Bernie Federko, 1988–1989
- Rick Meagher, 1989–1990
- Scott Stevens, 1990–1991
- Garth Butcher, 1991–1992
- Brett Hull, 1992–1995
- Shayne Corson, 1995–1996
- Wayne Gretzky, 1996
- Nem volt csapatkapitány, 1996–1997
- Chris Pronger, 1997–2003
- Al MacInnis, 2003–2004
- Nem volt csapatkapitány, 2004–2005*
- Dallas Drake, 2005–2007
- Nem volt csapatkapitány, 2007–2008
- Eric Brewer, 2008–2011
- David Backes, 2011–2016
- Alex Pietrangelo, 2016–2020[1]
- Ryan O'Reilly, 2020–2023[2]
- Brayden Schenn, 2023–[3]

*A szezon bérvita miatt elmaradt

### Visszavonultatott mezszámok
| #   | Játékos        | Poszt       | Pályafutás | Visszavonultatás   |
| --- | -------------- | ----------- | ---------- | ------------------ |
| 2   | Al MacInnis    | Védő        | 1994–2004  | 2006. április 9.   |
| 3   | Bob Gassoff    | Védő        | 1974–1977  | 1977. október 1.   |
| 5   | Bob Plager     | Védő        | 1967–1978  | 2017. február 2.   |
| 8   | Barclay Plager | Védő        | 1967–1977  | 1981. március 24.  |
| 11  | Brian Sutter   | Bal szélső  | 1976–1988  | 1988. december 30. |
| 16  | Brett Hull     | Jobb szélső | 1987–1998  | 2006. december 5.  |
| 24  | Bernie Federko | Center      | 1976–1989  | 1991. március 16.  |
| 44  | Chris Pronger  | Védő        | 1995–2005  | 2022. január 17.   |
| 99* | Wayne Gretzky  | Center      | 1996       | 2000. február 6.   |

- 14 Doug Wickenheiser**  szélső  1984–1987
- - Dan Kelly***  kommentátor  1968–1989

* Az egész ligában visszavonultatták
** Ez a mezszám hivatalosan nincs visszavonultatva, de jeles viselőjüket külön megtisztelik ez úton
*** Mezszám nélküli zászló függ a tiszteletére a csarnok tetején

## A csapat és a játékosok által elnyert díjak, trófeák
Elnöki trófea
- 1999–2000

Clarence S. Campbell-trófea
- 1968–1969, 1969–1970

Bill Masterton-emlékkupa
- Blake Dunlop: 1980–1981
- Jamie McLennan: 1997–1998

Calder-emlékkupa
- Barret Jackman: 2002–2003

Conn Smythe-trófea
- Glenn Hall: 1967–1968

Frank J. Selke-trófea
- Rick Meagher: 1989–1990

Hart-emlékkupa
- Brett Hull: 1990–1991
- Chris Pronger: 1999–2000

Jack Adams-díj
- Gordon Berenson: 1980–1981
- Brian Sutter: 1990–1991
- Joel Quenneville: 1999–2000

James Norris-emlékkupa
- Al MacInnis: 1998–1999
- Chris Pronger: 1999–2000

King Clancy-emlékkupa
- Kelly Chase: 1997–1998

Lady Byng-emlékkupa
- Phil Goyette: 1969–1970
- Brett Hull: 1989–1990
- Pavol Demitra: 1999–2000

Lester B. Pearson-díj
- Mike Liut: 1980–1981
- Brett Hull: 1990–1991

Lester Patrick-trófea
- Larry Pleau: 2001–2002

NHL Plus-Minus Award 
- Paul Cavallini: 1989–1990
- Chris Pronger: 1997–1998, 1999–2000

Vezina-trófea
- Glenn Hall & Jacques Plante: 1968–1969

William M. Jennings-trófea
- Roman Turek: 1999–2000

## Klubrekordok
Pályafutási rekordok (csak a Blues-zal)
- Legtöbb gól: 527, Brett Hull
- Legtöbb gólpassz: 721, Bernie Federko
- Legtöbb pont: 1073, Bernie Federko

Szezonrekordok
- Legtöbb gól: 86, Brett Hull (1990–1991)
- Legtöbb gólpassz: 90, Adam Oates (1990–1991)
- Legtöbb pont: 131, Brett Hull (1990–1991)
- Legtöbb pont (hátvéd): 78, Jeff Brown (1992–1993)
- Legtöbb pont (újonc): 73, Jorgen Petterson (1980–1981)
- Legtöbb kiállitásperc: 306, Bob Gassoff (1975–1976)

Kapusrekordok – szezon
- Legtöbb győzelem: 42, Roman Turek (1999–2000)
- Legtöbb shutout: Brian Elliott, 9 (2011–2012)
- Legjobb kapott gólátlag (minimum 30 mérkőzés): Brian Elliott, 1.56 (2011–2012)
- Legjobb védi hatékonyság (minimum 30 mérkőzés): Brian Elliott, .940 (2011–2012)

## Lásd még
- A St. Louis Blues játékosainak listája

## Külső hivatkozások
- A St. Louis Blues hivatalos honlapja